# Heidenhain
Dr. Johannes Heidenhain GmbH es una empresa privada localizada en la ciudad alemana de Traunreut. Fabrica dispositivos electrónicos de control numérico, para su utilización en sistemas como máquinas automáticas y máquinas herramienta para la producción por mecanizado.

## Historia
La compañía se fundó inicialmente por Wilhelm Heidenhain en Berlín en 1889, como una fábrica de aguafuertes para el metal. Fabricaba plantillas, placas de empresas, etiquetas de productos y balanzas.
En 1928, Heidenhain invento el proceso Metallur. Este aventajado proceso de copiado hizo posible por vez primera hacer copias exactas del enrejado de una superficie metálica para su uso industrial.
Para 1943, Heidenhain producía en escalas lineales con una precisión
de ± 15 µm y discos en escala circular con una precisión de ± 3 segundos angulares.
Después de la Segunda Guerra Mundial, en 1948, el fundador Dr., Johannes Heidenhain pasaría a establecer la compañía en la ciudad de Traunreut.
Su invención del proceso Diadur posibilitó la aplicación de finas estructuras cromadas en los adecuados sustratos, como una lámina de vidrio.
El proceso Diadur fue la base, en 1952, para el añadido de dispositivos ópticos de medidas de precisión, para máquina-herramienta hasta el programa del producto. A esto seguiría, en 1961, las líneas de escaneado fotoeléctrico y sistemas de medición en ángulo.
En 1968, Heidenhain fabricó su primer lector digital.
El primer control numérico Heidenhain fue lanzado en 1976.
En 1987, se introdujo una serie de sistemas lineales de medición que operaban sobre el principio de interferencia de luz, lo que permitió mediciones de la precisión de un nanómetro.
De acuerdo con Heidenhain, en 2006 Heidenhain disponía de sedes regionales localizadas en 43 países, y empleaba a cerca de 7.000 personas, 2.600 de las cuales trabajabn en las instalaciones principales en Traunreut.
A finales de 2006, la compañía había producido sobre los diez millones y medio de sistemas codificadores lineales o angulares de medida, 420.000 pantallas de posicionamiento y cerca de 200.000 controles CNC (Control Numérico por Computadora).
En 2011,la gama de productos desarrollados y fabricados por Heidenhain GmbH incluye sistemas lineales y angulares de medida, encoders rotativos, visualizadores digitales de cotas y controles numéricos para el posicionamiento de herramientas de corte. Los productos de la empresa se emplean principalmente en máquinas herramienta de alta precisión y en plantas de producción de componentes electrónicos.